# Tokyo Marathon

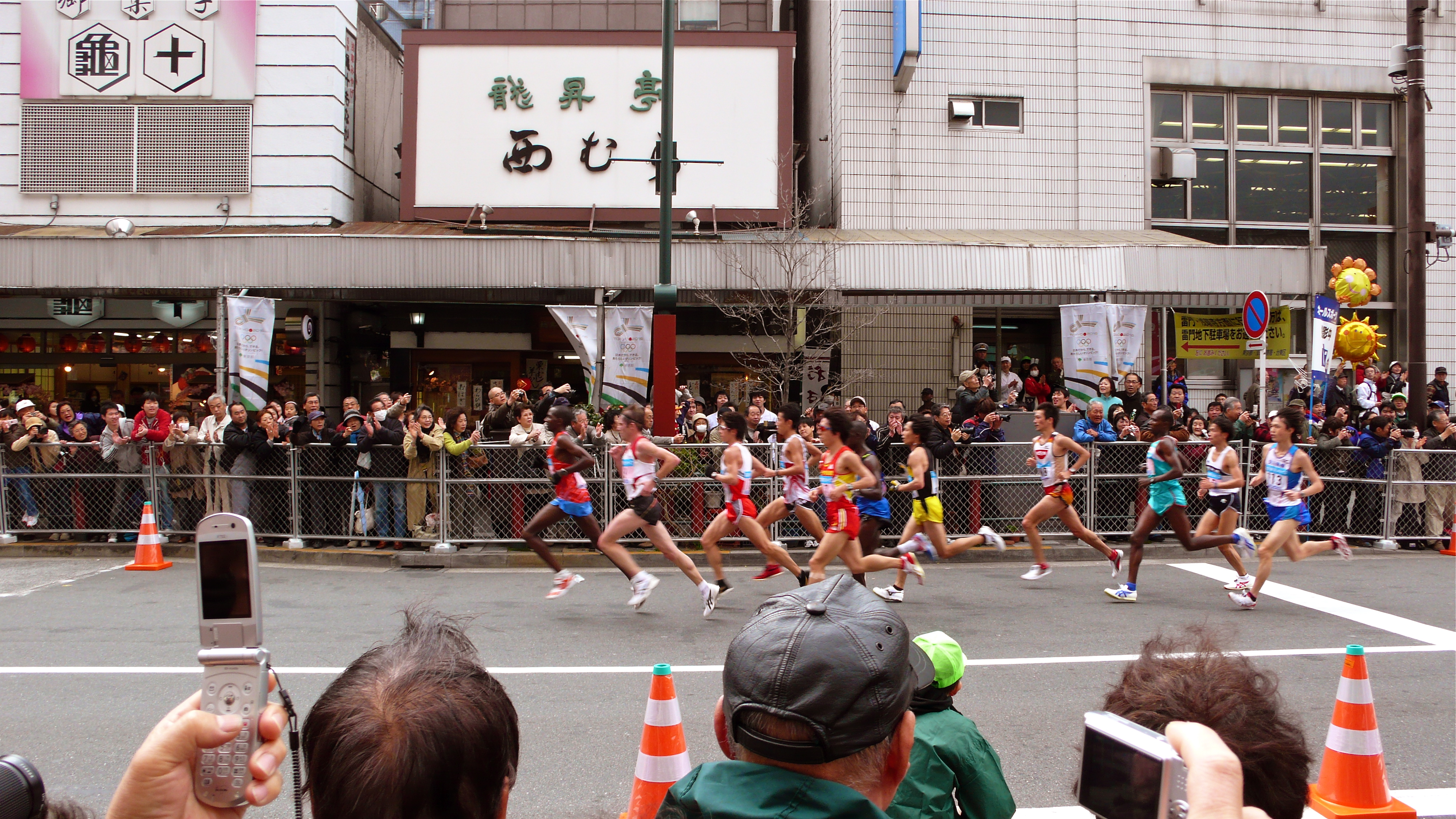
Wedstrijd in 2009

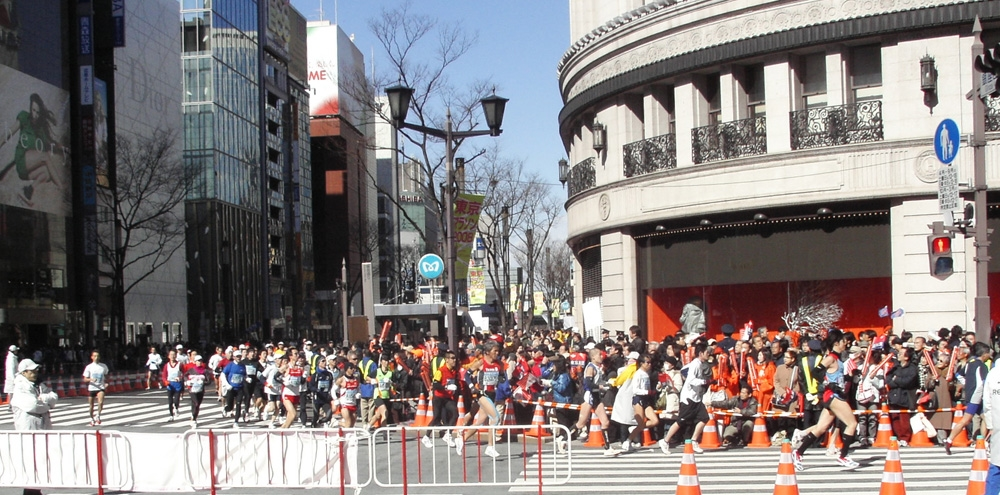
Wedstrijd in 2008

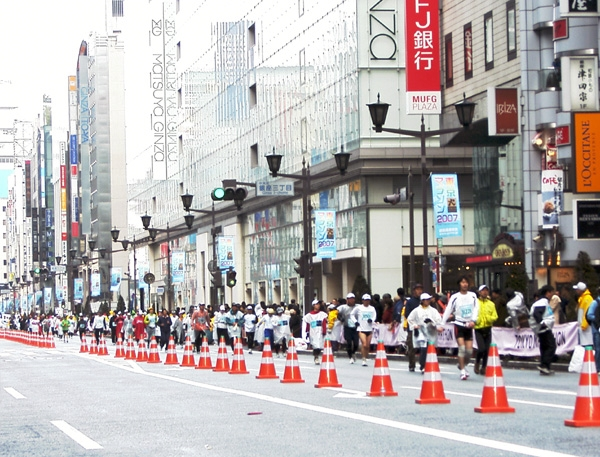
Wedstrijd in 2007

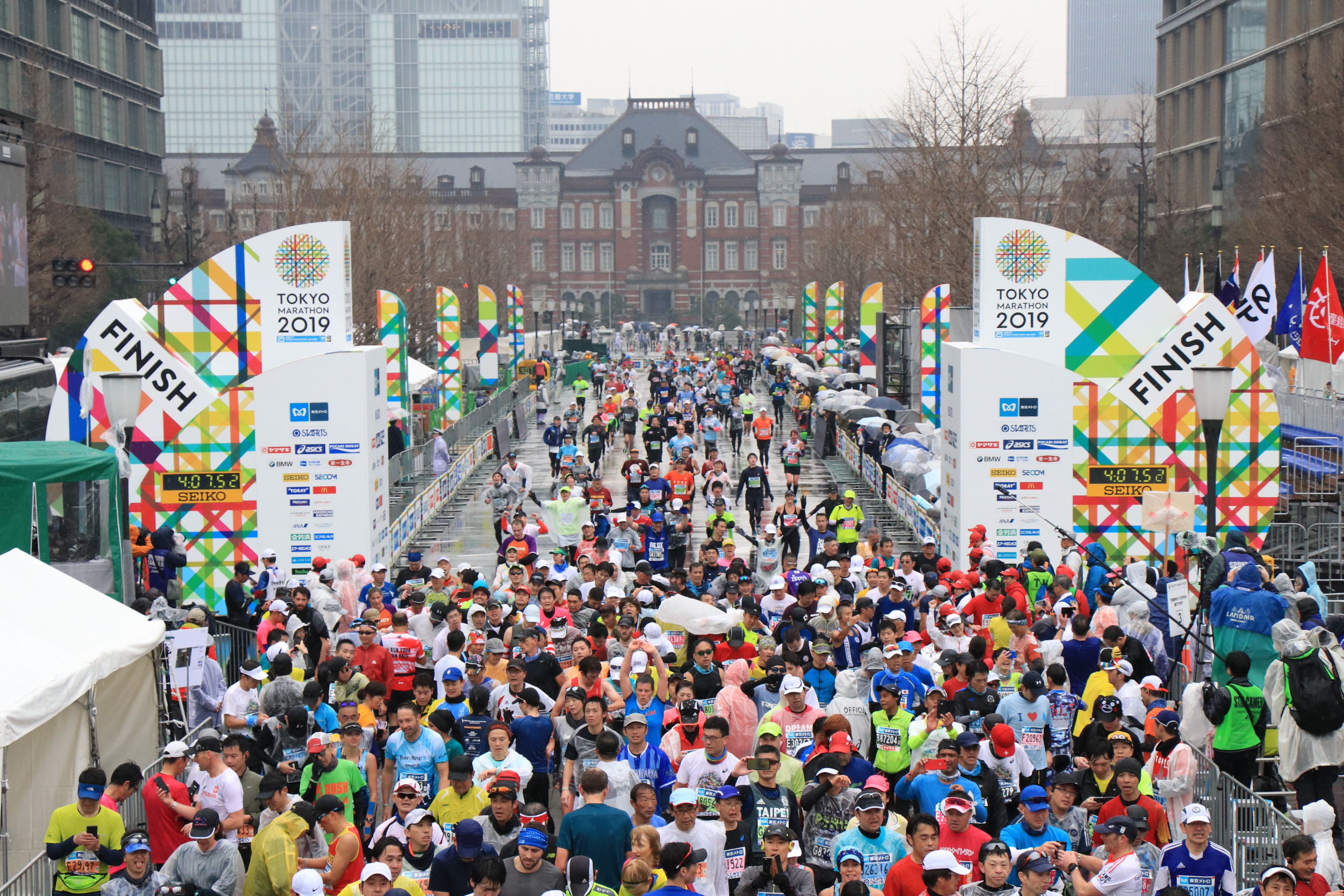
Wedstrijd in 2019

De Tokyo Marathon (Japans:東京マラソン, Tokyo Marathon) is een hardloopwedstrijd in Japan over 42,195 meter voor zowel vrouwen als mannen. Vanaf 2013 hoort de Tokyo Marathon tot de World Marathon Majors, een internationale competitie bestaande uit de zes belangrijkste marathons. Ook trimlopers mogen aan dit evenement deelnemen. 

## Geschiedenis
Deze wedstrijd is ingevoerd in 2007, nadat de Tokyo International Marathon en de Tokyo International Women's Marathon werden samengevoegd. In 2007 namen 30.000 hardlopers deel aan het evenement. Hiervan waren 25.000 marathonlopers en 5000 lopers kwamen voor de 10 km. 
In 2011 vond de wedstrijd plaats op 27 februari 2011. Dit was de eerste editie die niet op een regenachtige dag plaatsvond. Masakazu Fujiwara is de eerste Japanner die de wedstrijd won. Hij won de editie van 2004.
In 2022 liepen de Keniaanse vertegenwoordigers bij zowel de mannen als de vrouwen een parcoursrecord: Eliud Kipchoge kwam bij de mannen tot 2:02.40, tevens de snelste tijd ooit gelopen in Japan; bij de vrouwen dook Birgit Kosgei met 2:16.02 ruim 3.5 minuten onder de tijd van Sarah Chepchirchir in 2017, die toen met 2:19.47 als eerste vrouw in Tokio onder de 2 uur en 20 minuten finishte.
De editie van 2020 werd afgelast voor recreanten vanwege het rondwarende coronavirus. Enkel wedstrijdatleten namen deel. De editie van 2021 werd in zijn geheel afgelast.

## Statistiek

### Top 10 snelste
Met een gemiddelde finishtijd van 2:03.28,5 van de tien snelste lopers staat deze wedstrijd op de vierde plaats van de snelste marathons van de wereld.
| Rang | Naam             | Land | Tijd    | Jaar | Plek |
| ---- | ---------------- | ---- | ------- | ---- | ---- |
| 1    | Benson Kipruto   | KEN  | 2:02.16 | 2024 | 1    |
| 2    | Eliud Kipchoge   | KEN  | 2:02.40 | 2022 | 1    |
| 3    | Timothy Kiplagat | KEN  | 2:02.55 | 2024 | 2    |
| 4    | Amos Kipruto     | KEN  | 2:03.13 | 2022 | 2    |
| 5    | Tadese Takele    | ETH  | 2:03.23 | 2025 | 1    |
| 6    | Deresa Geleta    | ETH  | 2:03.51 | 2025 | 2    |
| 7    | Wilson Kipsang   | KEN  | 2:03.58 | 2017 | 1    |
| 8    | Vincent Ngetich  | KEN  | 2:04.00 | 2025 | 3    |
| 9    | Tamirat Tola     | ETH  | 2:04.14 | 2022 | 3    |
| 10   | Birhanu Legese   | ETH  | 2:04.15 | 2020 | 1    |

(bijgewerkt t/m 2025)

### Uitslagen
| Editie | Datum            | Man               | Land | Tijd    | Vrouw                  | Land | Tijd    |
| ------ | ---------------- | ----------------- | ---- | ------- | ---------------------- | ---- | ------- |
| 17     | 3 maart 2024     | Benson Kipruto    | KEN  | 2:02.16 | Sutume Kebede          | ETH  | 2:15.55 |
| 16     | 5 maart 2023     | Deso Gelmisa      | ETH  | 2:05.22 | Rosemary Wanjiru       | KEN  | 2:16.28 |
| 15     | 6 maart 2022     | Eliud Kipchoge    | KEN  | 2:02.40 | Birgit Kosgei          | KEN  | 2:16.02 |
|        | 7 maart 2021     | afgelast          |      |         |                        |      |         |
| 14     | 1 maart 2020     | Birhanu Legese    | ETH  | 2:04.15 | Lonah Chemtai Salpeter | ISR  | 2:17.45 |
| 13     | 3 maart 2019     | Birhanu Legese    | ETH  | 2:04.48 | Ruti Aga               | ETH  | 2:20.40 |
| 12     | 25 februari 2018 | Dickson Chumba    | KEN  | 2:05.30 | Birhane Dibaba         | KEN  | 2:19.51 |
| 11     | 26 februari 2017 | Wilson Kipsang    | KEN  | 2:03.58 | Sarah Chepchirchir     | KEN  | 2:19.47 |
| 10     | 28 februari 2016 | Feyisa Lilesa     | ETH  | 2:06.56 | Helah Kiprop           | KEN  | 2:21.27 |
| 9      | 22 februari 2015 | Endeshaw Negesse  | ETH  | 2:06.00 | Birhane Dibaba         | ETH  | 2:23.15 |
| 8      | 23 februari 2014 | Dickson Chumba    | KEN  | 2:05.42 | Tirfi Tsegaye          | ETH  | 2:22.23 |
| 7      | 24 februari 2013 | Dennis Kimetto    | KEN  | 2:06.50 | Aberu Kebede           | ETH  | 2:25.34 |
| 6      | 26 februari 2012 | Michael Kipyego   | KEN  | 2:07.37 | Atsede Habtamu         | ETH  | 2:25.28 |
| 5      | 27 februari 2011 | Hailu Mekonnen    | ETH  | 2:07.35 | Noriko Higuchi         | JPN  | 2:28.49 |
| 4      | 28 februari 2010 | Masakazu Fujiwara | JPN  | 2:12.19 | Alevtina Biktimirova   | RUS  | 2:34.39 |
| 3      | 22 maart 2009    | Salim Kipsang     | KEN  | 2:10.27 | Mizuho Nasukawa        | JPN  | 2:25.38 |
| 2      | 17 februari 2008 | Viktor Röthlin    | SUI  | 2:07.23 | Claudia Dreher         | GER  | 2:35.35 |
| 1      | 18 februari 2007 | Daniel Njenga     | KEN  | 2:09.45 | Hitomi Niiya           | JPN  | 2:31.02 |